# 皮納德峰
46°30′47.6″N 8°58′36.7″E / 46.513222°N 8.976861°E
皮納德峰（Colma di Pinaderio），是瑞士的山峰，位於該國南部，由提契諾州負責管轄，屬於勒蓬廷山的一部分，該山峰海拔高度2,486米，每年平均降雨量1,851毫米。